# Guy Ritchie's The Covenant
Guy Ritchie's The Covenant (of kortweg The Covenant) is een Amerikaans-Brits-Spaanse actiefilm uit 2023, mede geschreven en geregisseerd door Guy Ritchie.

## Verhaal
Tijdens de oorlog in Afghanistan rekruteert sergeant John Kinley, Ahmed om als tolk op te treden voor de lokale bevolking tijdens hun inzet in het veld. Ahmed is ook vastbesloten om wraak te nemen op de Taliban voor de dood van zijn zoon.
Wanneer het peloton soldaten in de woestijn tegenover de Taliban staat, worden ze in een hinderlaag gelokt en wordt Kinley neergeschoten. Voordat hij gevangen kan worden genomen, redt Ahmed Kinley door hem door de woestijnbergen te slepen om de Taliban te ontwijken.
Kinley keert vervolgens terug naar de Verenigde Staten, maar ontdekt al snel dat Ahmed door de Taliban wordt opgejaagd en zich ergens in Afghanistan verschanst. Wanneer de Amerikaanse autoriteiten weigeren te reageren, keert Kinley zelf terug naar Afghanistan om de vriend te redden die zijn leven op het spel zette voor iemand die tot dan toe een vreemde voor hem was.

## Rolverdeling
| Acteur           | Personage                   |
| ---------------- | --------------------------- |
| Jake Gyllenhaal  | Master Sergeant John Kinley |
| Dar Salim        | Ahmed                       |
| Sean Sagar       | Charlie 'Jizzy' Crow        |
| Jason Wong       | Joshua 'JJ' Jung            |
| Rhys Yates       | Tom 'Tom Cat' Hancock       |
| Christian Ochoa  | Eduardo 'Chow Chow' Lopez   |
| Bobby Schofield  | Steve Kersher               |
| Emily Beecham    | Caroline Kinley             |
| Jonny Lee Miller | Colonel Vokes               |
| Alexander Ludwig | Sergeant Declan O'Brady     |
| Antony Starr     | Eddie Parker                |

## Productie
In oktober 2021 werd aangekondigd dat Jake Gyllenhaal was gecast voor de hoofdrol in een nog titelloze film. De film wordt geregisseerd door Guy Ritchie en mede geschreven door Ivan Atkinson en Marn Davies. In januari 2022 verwierf Metro-Goldwyn-Mayer de distributierechten voor de film in Amerikaanse bioscopen en Prime Video verwierf de uitzendrechten voor Europa, Australië, Canada, Latijns-Amerika en Zuid-Afrika, evenals de streamingrechten na de bioscooprelease in de Verenigde Staten.
De opnames begonnen in februari 2022 in de Spaanse stad Alicante, met Dar Salim, Alexander Ludwig Jason Wong en Emily Beecham toegevoegd aan de cast. Andere filmlocaties in Spanje waren Sax, Villajoyosa en Zaragoza.

## Ontvangst
Op Rotten Tomatoes heeft Guy Ritchie's The Covenant een waarde van 83% en een gemiddelde score van 6,40/10, gebaseerd op 118 recensies. Op Metacritic heeft de film een gemiddelde score van 63/100, gebaseerd op 28 recensies.

## Prijzen en nominaties
De belangrijkste:
| Jaar | Prijs        | Categorie     | Genomineerde(n) | Uitslag  |
| ---- | ------------ | ------------- | --------------- | -------- |
| 2024 | Saturn Award | Beste make-up | Donald Mowat    | Gewonnen |